# Cucullia anifurea
Cucullia anifurea är en fjärilsart som beskrevs av Johann August Ephraim Goeze 1781. Cucullia anifurea ingår i släktet Cucullia och familjen nattflyn. Inga underarter finns listade i Catalogue of Life.